# البینو، بخش جکسون، ویسکانسین
البینو، بخش جکسون، ویسکانسین (به انگلیسی: Albion, Jackson County, Wisconsin) یک شهرک در ایالات متحده آمریکا است که در شهرستان جکسون واقع شده‌است.

## خصوصیات
البینو ۱۱۸٫۵ کیلومترمربع مساحت و ۱٬۰۹۳ نفر جمعیت دارد و ۲۸۷ متر بالاتر از سطح دریا واقع شده‌است.